# Magnata

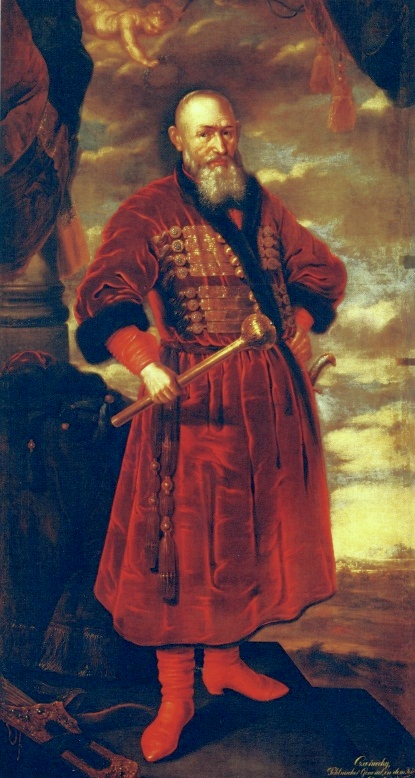
Magnata polonês do século XVII

Magnata, do latim pré-clássico magnas, um grande homem, do latim clássico magnus 'grande', designa um nobre ou outro homem em uma alta posição social, pelo nascimento, riqueza ou outras qualidades. 
O termo foi especialmente aplicado aos membros do Senado no Reino apostólico da Hungria, o Forendihaz ou Casa dos Magnatas. 
Também é um título nobiliárquico geralmente usado na Suécia, no Reino da Polônia (e mais tarde na República das Duas Nações, não exatamente à altura de pariato) e em alguns outros reinos medievais. 
Na Idade Média um bispo algumas vezes possuía território como um magnata, arrecadando o rendimento dos feudos e impostos dos camponeses.

## Significado atual
Atualmente na língua portuguesa o termo é usado em relação a alguém cuja riqueza foi obtida por uma enorme fonte de renda estável ligada a meios de produção, principalmente indústrias, e serve como adjetivo de grande sucesso econômico. É geralmente utilizado para referir-se a fundadores de grandes corporações, fábricas e marcas, que construíram uma enorme fortuna deixando um legado econômico. Exemplos assim: Rupert Murdoch, Carlos Slim Helú, Sergey Brin, Henry Ford, Bill Gates, Steve Jobs, John Davison Rockefeller e Warren Buffet. Em um outro sentido, também pode se tornar pejorativa quando associada a coisas ilegais ou imorais, como "magnata dos cassinos" ou "magnata da cocaína".

## Magnatas na Polônia
Na Polônia todos os membros da nobreza (szlachta) eram iguais perante a lei. "Magnata" (polonês: magnat) não era um título oficial, mas uma posição de classe social, baseada na riqueza. Os magnatas (ou alta nobreza) competiam por poderes políticos com a baixa e média nobreza e o Krol (monarca). A partir da segunda metade do século XVII, os magnatas emergiram como os vencedores na disputa pelo poder na República das Duas Nações, já que eles conseguiram concentrar em suas mãos a maioria das terras e subornar os pequenos nobres para preservarem a aparente democracia: "Liberdade dourada" nos parlamentos, não apenas locais Sejmiks mas também no Sejm nacional.
Existiram diversos outros termos para "magnata" na Polônia:
- Możny — "poderoso"; usado até o século XV, posteriormente substituído por Magnat;
- królik, plural królewięta — "pequenos reis", usado especialmente para magnatas com grandes feudos na Lituânia ou Ucrânia;
- Pan — senhor (mais tarde, pela desvalorização do título, cavaleiro); ele poderia também se aplicar a membros comuns da szlachta e era frequentemente usado para pessoas de outras classes sociais;
- Starsi bracia — "irmãos mais velhos"; todos os membros da szlachta referiam-se uns aos outros como Pan brat, mas magnatas quem fosse indicado para o Senado da Polônia geralmente se intitulavam irmãos seniores, se referindo aos nobres do Sejm ("parlamento") como młodsi bracia ("irmãos juniores");
- Karmazyn — "o vermelho", devido as suas caras vestimentas de cor vermelha (especialmente as botas).

Diversos magnatas possuíram altos títulos feudais ou pariato tais como príncipe ou conde. Com poucas exceções, a maioria deles surgiu por ocasião da União de Lublin e privilégios especiais permitiram a alguns magnatas lituanos a usá-los, uma vez que tais títulos eram proibidos por lei. Entretanto, títulos de cargos oficiais eram muito comuns na República das Duas Nações.